# Euphyllodromia boliviensis
Euphyllodromia boliviensis är en kackerlacksart som först beskrevs av Robert Walter Campbell Shelford 1909.  Euphyllodromia boliviensis ingår i släktet Euphyllodromia och familjen småkackerlackor. Inga underarter finns listade i Catalogue of Life.